# Tjålmak (Arjeplogs socken, Lappland, 731995-161887)
Tjålmak är en sjö i Arjeplogs kommun i Lappland och ingår i Skellefteälvens huvudavrinningsområde. Sjön har en area på 0,372 kvadratkilometer och ligger 506,1 meter över havet. Tjålmak ligger i Nimtek Natura 2000-område. Sjön avvattnas av vattendraget Radnejaurälven.

## Delavrinningsområde
Tjålmak ingår i det delavrinningsområde (732084-161244) som SMHI kallar för Inloppet i Östra Radnejaure. Medelhöjden är 500 meter över havet och ytan är 46,3 kvadratkilometer. Det finns inga avrinningsområden uppströms utan avrinningsområdet är högsta punkten. Radnejaurälven som avvattnar avrinningsområdet har biflödesordning 2, vilket innebär att vattnet flödar genom totalt 2 vattendrag innan det når havet efter 291 kilometer. Avrinningsområdet består mestadels av skog (86 procent) och sankmarker (11 procent). Avrinningsområdet har 1,18 kvadratkilometer vattenytor vilket ger det en sjöprocent på 2,5 procent.